# Caves de Clermont-Ferrand
Les caves de Clermont-Ferrand sont des caves sur plusieurs niveaux, dont certaines en réseau, qui se situent sous la butte de Clermont-Ferrand (Puy-de-Dôme, Auvergne) où se trouvent les quartiers historiques du Port à l'est, des Gras à l'ouest, de la Poterne au nord et de la Victoire au sud. Cette butte est tout ce qui reste de la crête du maar de Jaude, un vaste maar qui s'étendait jusqu'au quartier des Salins et recouvrait l'actuelle place de Jaude. Elles ont été creusées tout au long de l'histoire de la ville dans le tuf volcanique qui compose la butte, les plus anciennes datant de l'époque gallo-romaine.

## Présentation
L'éruption du maar de Jaude, dont l'activité la plus intense s'est produite sur quelques jours il y a 160 000 ans, a produit du  tuf par le contact explosif de la lave avec l'eau souterraine. Cette roche, qui constitue l'essentiel du sous-sol de la butte de Clermont, a recouvert sur 25 à 30 mètres les marnes calcaires de la Limagne. Le tuf est un agglomérat volcanique facile à creuser mais résistant à la charge, la butte de Clermont recèle donc de nombreuses caves, sur un maximum de cinq niveaux (le plus souvent deux ou trois) et dont les premières datent de l'époque gallo-romaine. On trouve également des glacières, des puits à neige et des cavités sous la place de la Victoire, probables restes d'un forum romain (longtemps confondu avec un aqueduc,). Une galerie gallo-romaine sous la place de la Victoire, considérée alors comme un égout, a été classée comme telle aux Monuments historiques en 1952. De nombreux puits d'aération permettaient une bonne ventilation de ces caves et sont encore visibles en surface par des plaques grillagées ou vitrées à l'aplomb des immeubles clermontois de la butte. L'accès à ces caves se faisait aussi souvent par des escaliers donnant à l'extérieur et non dans l'immeuble qui les surplombe, fermés par une porte à jours aidant à l'aération.

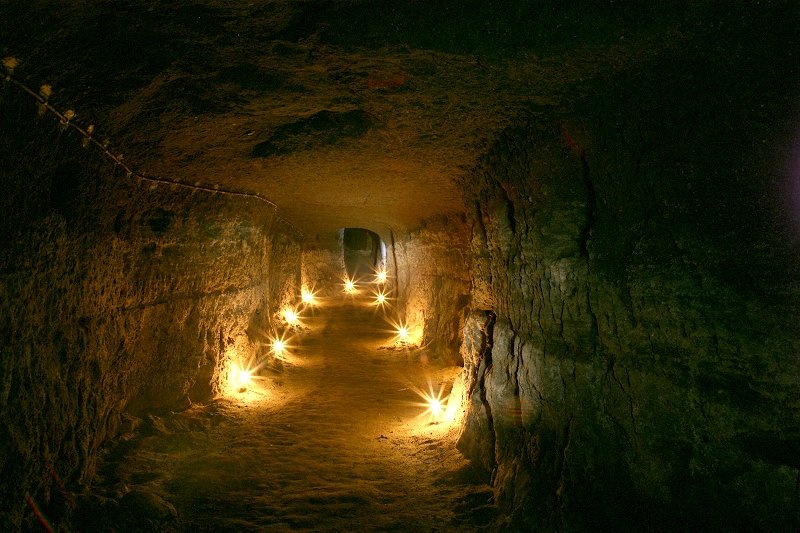
Galerie d'un souterrain sous l'Hôtel-Dieu

Certaines caves sous les immeubles de la butte sont reliées entre elles, formant de petits réseaux. Le plus grand se trouve sous l'ancien Hôtel-Dieu où un puits d'une quinzaine de mètres mène à un réseau de 1,5 à 2 km, passant également sous la faculté dentaire et le Grand Pavois.
Contrairement à une légende urbaine, il n'y a pas de réseau souterrain partant de la cathédrale de la ville et sortant de Clermont, son sous-sol n'abritant qu'une crypte.
La température des caves est à peu près constante tout au long de l'année, voisine de 11 °C (correspondant à la température moyenne de surface à Clermont-Ferrand) et l'hygrométrie importante, proche de la saturation dans les caves peu ou mal ventilées (10 g de vapeur d'eau par m3 d'air à 11 °C).
Le tuf volcanique dans lequel sont creusées les caves est une roche poreuse. Sa perméabilité est variable selon les couches. Si les caves sont relativement sèches, c'est grâce à la protection créée par le bâti et la voirie en surface. Néanmoins de l'eau peut réussir à s'infiltrer et s'accumuler alors au-dessus de la couche de marne imperméable que le tuf a recouverte lors de l'éruption, surtout lors de fortes pluies ou de la rupture d'une canalisation. Cette nappe d'eau a limité la profondeur des caves et l'on trouve dans certaines d'entre elles, par exemple sous la rue Bardoux, des  vasques ou des puits pour récolter cette eau.

## Histoire
Les Romains construisent sur la butte, qui fait alors une trentaine de mètres de hauteur, la ville d'Augustonemetum. On suppose qu'ils ont construit des bâtiments en exploitant la pente : en creusant le tuf, le premier niveau était en rez-de-chaussée d'un côté et en sous-sol à l'arrière. L'Acavic, une association locale de sauvegarde des caves, explique qu'« avec les siècles, le relief s'est adouci tout doucement, de sorte que la partie inférieure des constructions romaines, la seule qui ait échappé aux destructions, s'est trouvée reléguée au premier sous-sol ». La période romaine a aussi laissé un dense réseau de galeries et de puits dans le sous-sol.
Le même processus s'est opéré au Moyen Âge où le premier niveau des maisons construites alors se sont retrouvées en sous-sol les siècles suivants. On retrouve donc, sous des bâtiments postérieurs à cette période, des caves ayant une architecture médiévale : portes aux chambranles moulurés, chapiteaux historiés, voûtes, etc.
Le Moyen Âge voit un rétrécissement de la ville sur la butte, qui s'enferme dans ses murailles. La place manquant, il deviendra naturel aux habitants de creuser leur sous-sol pour gagner des espaces nécessaires comme des garde-manger, des parcs à bestiaux ou des refuges en cas de conflit (ainsi les galeries et les caves ont sans doute servi à se protéger des raids vikings vers 912). Cette tendance se poursuivra à la Renaissance et aux siècles suivants. 
Pour la conservation alimentaire, des glacières à puits à neige furent creusées, permettant de conserver de la glace toute l'année. Un enduit était appliqué sur les parois de la cavité pour en assurer l'étanchéité. On y tassait de la glace ou de la neige en hiver et le puits à neige était refermé hermétiquement fin février jusqu'à l'hiver suivant.
Ce creusement a été assez facile, le tuf volcanique étant « assez résistant pour supporter le poids des constructions, mais néanmoins assez tendre pour qu'on ait pu, au fil des siècles, le transformer en gruyère en y aménageant un réseau complexe de plusieurs étages de caves superposées ». 

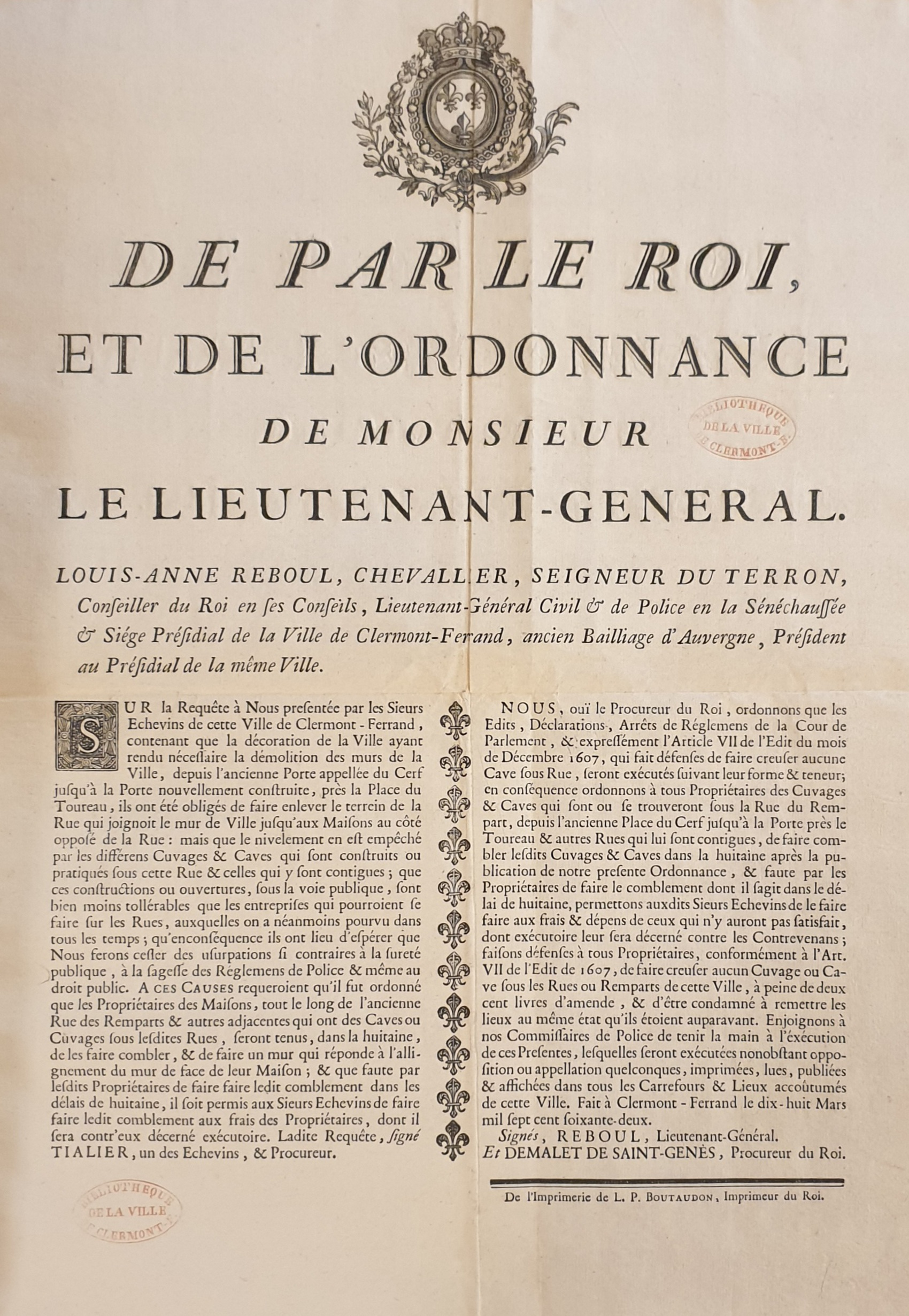
Ordonnance de 1762 du lieutenant-général Reboul pour faire combler les caves existantes sous la rue du Rempart

Dans son Mémoire sur les grands jours d'Auvergne (1665), le prédicateur Esprit Fléchier évoque ces caves : « Les maisons y sont assez belles et, ce qui est admirable, toutes soutenues en l'air, la coutume étant de creuser des caves au-dessous des fondements, qui ne sont appuyés que sur un peu de terre suspendue et qui tient si ferme qu'il n'en est jamais arrivé aucun accident. »
Ces caves ont été un bon moyen de conservation du vin, la région ayant connu une importante activité vinicole jusqu'à la fin du XXe siècle et les ravages du phylloxéra (en 1885, le Puy-de-Dôme est le troisième département français pour la production viticole), poussant à leur extension. On trouve aujourd'hui dans de nombreuses caves des supports de futaille en pierre de lave ou en arkose et, plus rarement, des vestiges de madriers ou de tonneaux. Sous l'Hôtel-Dieu, les caves sont aménagées pour recevoir des fûts de grande taille, probablement descendus par le puits principal qui émerge au milieu de la grande cour. Dans la plus grande cave, on retrouve des « crapauds » de pierre taillés pour recevoir les tonneaux. Cette importante capacité de stockage s'explique car l'hospice de l'Hôtel-Dieu était alors l'un des plus grands producteurs de vin en Auvergne.
Ensuite les caves servirent à l'affinage des fromages locaux, principalement à partir des années 1930 avec un apogée après guerre, surtout le saint-nectaire, achetés « en blanc » aux fermiers, que permettaient une température constante (11 °C), une hygrométrie élevée et une bonne ventilation des caves. Mais l'apparition des locaux réfrigérés et la difficulté d'accès aux caves firent disparaître cette activité. En 2012, il ne restait qu'une seule cave à fromage, située 14 m sous la rue Saint-Genès,.    
La fin de cette activité a fait ensuite disparaître l'utilité économique de ces sous-sols,. 

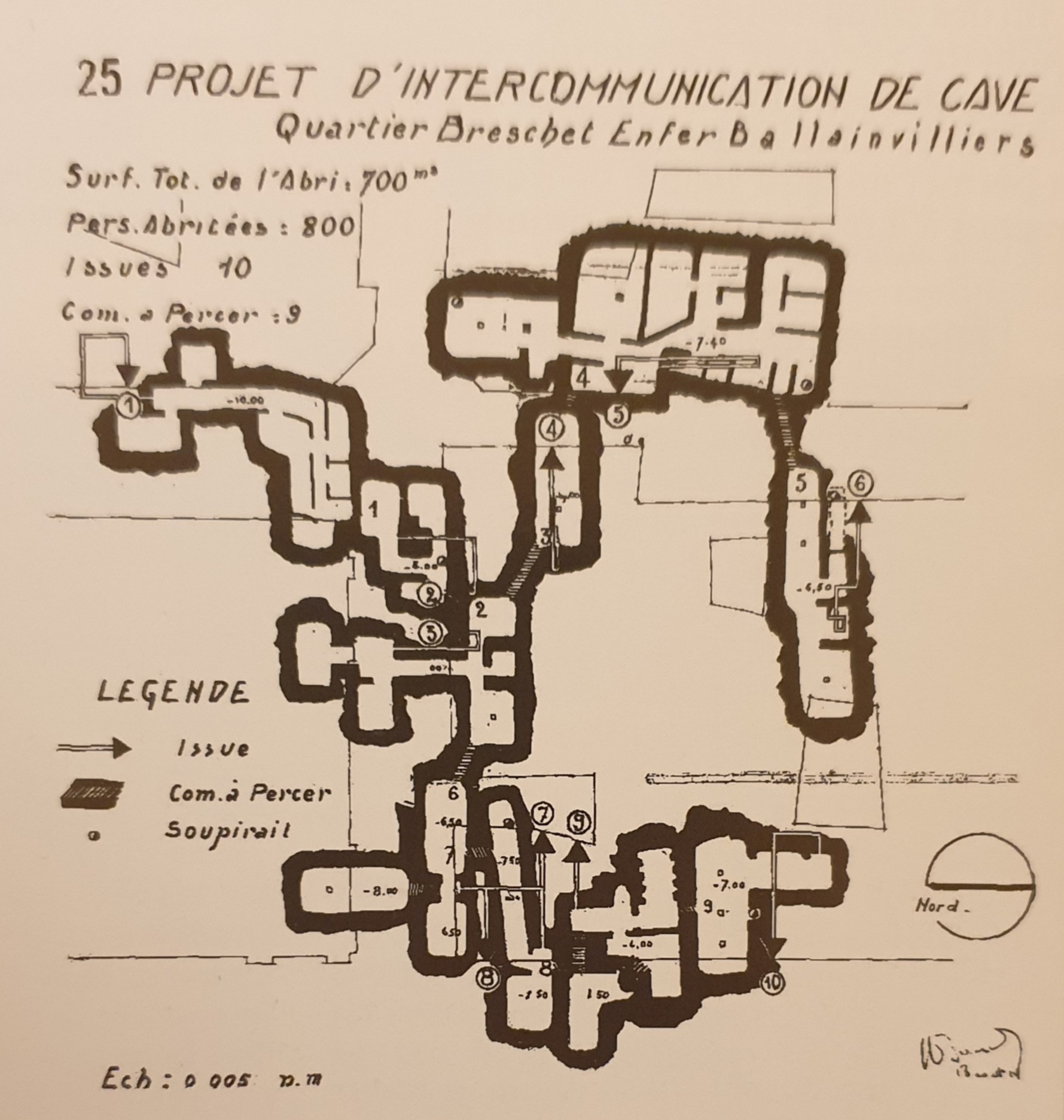
Plan d'un projet d'interconnexion de caves pendant la Seconde Guerre mondiale, entre les rues de l'Enfer, Breschet et Ballainvilliers pour servi d'abri anti-aérien à 800 personnes

Pendant la Seconde Guerre mondiale, les caves furent utilisées pour la défense passive, en 1939-1940 contre d'éventuels bombardements allemands et en 1943-1944 contre les bombardements alliés. Un recensement fut fait des caves les plus profondes et certains travaux de connexion furent entrepris pour permettre une évacuation éloignée si une sortie se trouvait proche du point d'impact d'une bombe. Des travaux de déblaiement, soutènement, ventilation et éclairage furent également menés. Le travail ne fut jamais achevé, on trouve ainsi des plans de caves très détaillés et d'autres beaucoup plus sommaires. En mai 1943, il était recensé 527 caves dans 77 rues de Clermont pour une capacité de 17 096 personnes (ce décompte ne prend pas en compte les caves similaires de Montferrand). Chaque habitant avait une cave assignée dans laquelle il devait se réfugier lors des alertes aériennes. Ce fut le cas le 16 mars 1944 lors du bombardement de l'usine Michelin de Cataroux,.

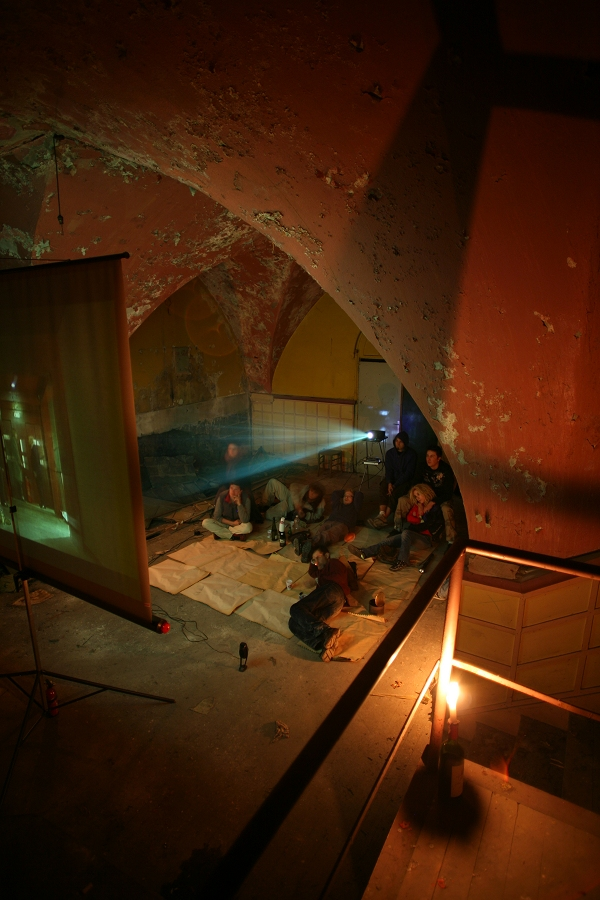
Projection dans une cave de la Clermontoise de projection underground

En 1997, l'association des  Amis des caves du vieux Clermont (Acavic) a été créée avec pour objet d'étudier et de sauvegarder les caves, et a publié un ouvrage sur le sujet. Elle a entrepris d'en faire l'inventaire avec une équipe pluridisciplinaire (géologues, archéologues, physiciens, historiens, etc.) et bénévole, et a exploré et étudié en 2010 entre 150 et 200 ensembles de caves, soit environ 20 % de l'ensemble des caves sous la butte.
À la fin du XXe siècle et au début du xxie, les caves de Clermont-Ferrand ont connu un nouvel usage avec l'ouverture de salles de restaurant ou de galeries d'art. Elles sont aussi devenues le lieu d'une exploration urbaine et d'une utilisation underground : projections pirates (notamment le cycle de la « Clermontoise de projection underground » ou CPU), bars temporaires, soirées underground, bals, etc.

## Monuments historiques
Certaines caves sont protégées au titre des Monuments historiques:
- Sous l'immeuble du 24 bis rue des Gras, caves gothiques inscrites MH en 1986[12] ;
- Sous l'ancien évêché de Clermont, un réseau complexe sur trois niveaux  de caves et de galeries communicantes en enfilade, avec éléments sculptés, datant du XIVe siècle. La salle voutée du n°13 et l'ensemble des caves du n°15 sont inscrites MH en 1991[13].
- La galerie gallo-romaine sous la place de la Victoire a été classée aux Monuments historiques en 1952, considérée alors comme égout[3]

À Montferrand:
- Caves voûtées sur plusieurs niveaux de l'ancienne commanderie du Temple, inscrites en 1988[14].

## Photographies

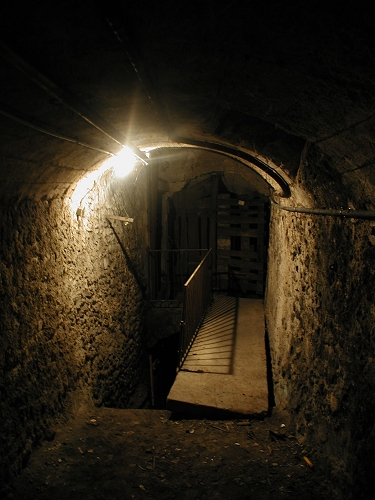
Accès à des caves. Niveau −1.
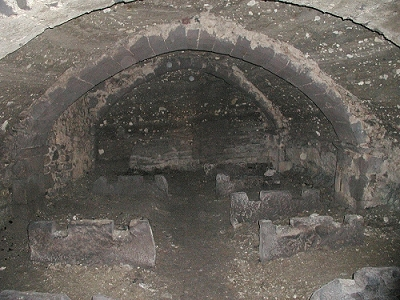
Voûtes dans une cave de Clermont. Niveau −3.
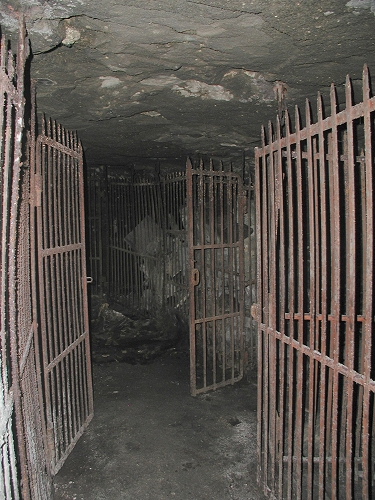
Cave.
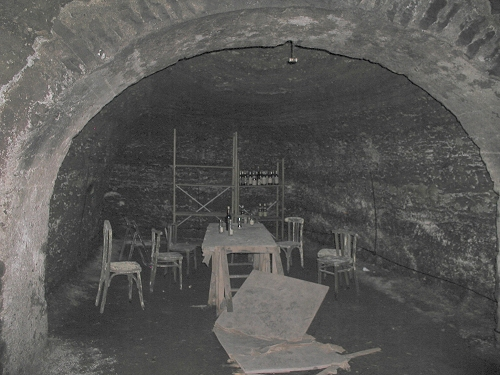
Cave.